# Pascal Eisele
Pascal Eisele (Lindenfels, 27 de diciembre de 1992) es un deportista alemán que compite en lucha grecorromana. Ganó una medalla de bronce en el Campeonato Mundial de Lucha de 2017 y una medalla de oro en el Campeonato Europeo de Lucha de 2016, ambas en la categoría de 80 kg.

## Palmarés internacional
| Campeonato Mundial | Campeonato Mundial | Campeonato Mundial | Campeonato Mundial |
| Año                | Lugar              | Medalla            | Categoría          |
| ------------------ | ------------------ | ------------------ | ------------------ |
| 2017               | París (Francia)    | Medalla de bronce  | 80 kg              |
| Campeonato Europeo |                    |                    |                    |
| Año                | Lugar              | Medalla            | Categoría          |
| 2016               | Riga (Letonia)     | Medalla de oro     | 80 kg              |